# Amphineurus spectabilis
Amphineurus (Amphineurus) spectabilis là một loài ruồi trong họ Limoniidae. Chúng phân bố ở miền Australasia.